# Relaciones Chile-México
La República de Chile y los Estados Unidos Mexicanos establecieron relaciones diplomáticas en 1831, sin embargo, la relaciones se rompieron en 1974 a raíz del golpe de Estado en Chile en 1973. Se restablecieron en 1990 y han continuado sin cesar desde entonces.
Ambas naciones son miembros de la Alianza del Pacífico, Asociación Latinoamericana de Integración, Comunidad de Estados Latinoamericanos y Caribeños, Foro de Cooperación Económica Asia-Pacífico, Naciones Unidas, Organización de los Estados Americanos y la Organización para la Cooperación y el Desarrollo Económicos.

## Historia

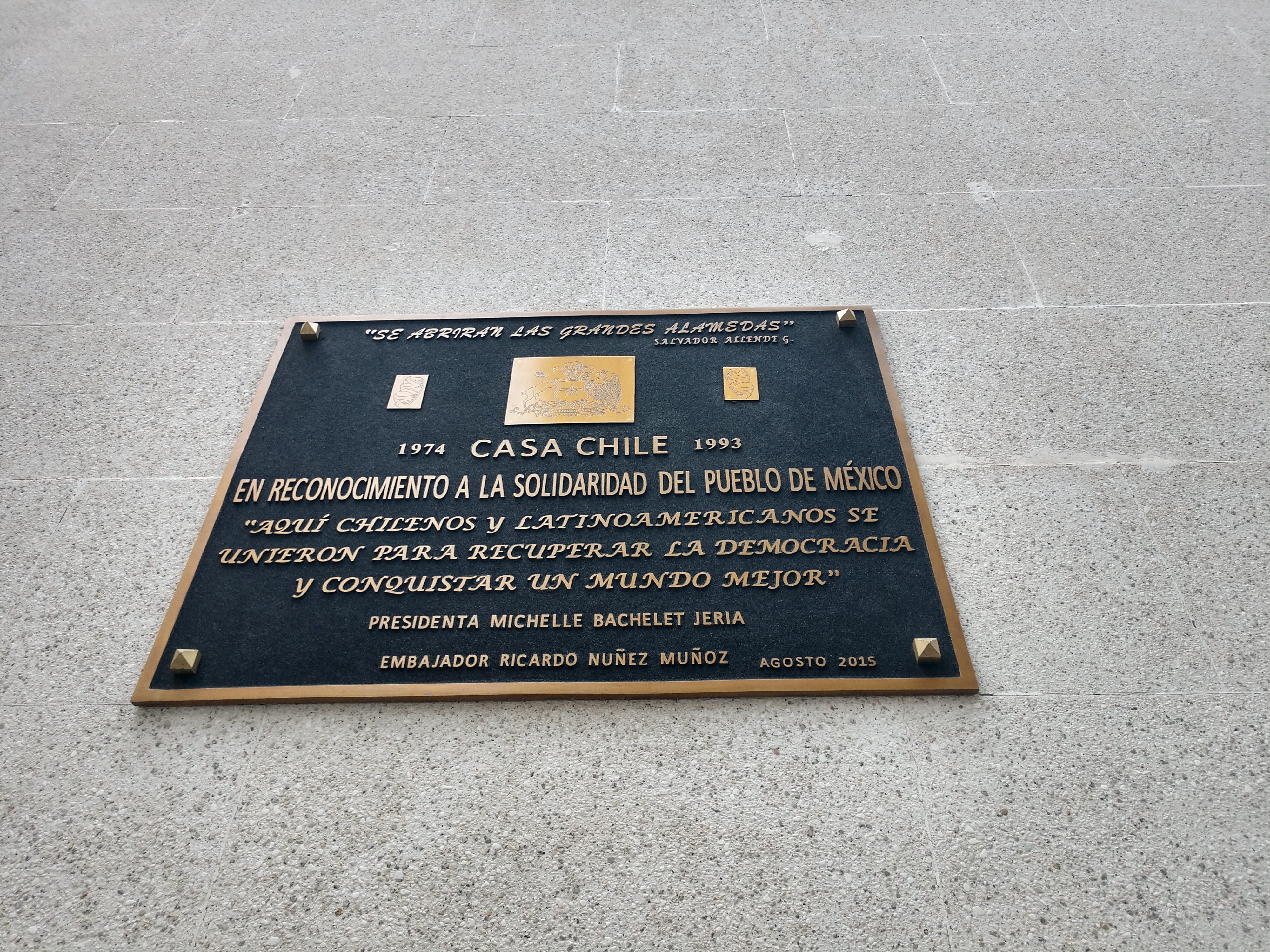
Placa conmemorando la solidaridad mexicana con Chile durante la dictadura militar chilena.

Tanto Chile como México comparten nexos históricos al haber sido habitados desde sus inicios por pueblos amerindios y sometidos a la colonización española, formando parte del Imperio español. El territorio chileno fue administrado bajo su Capitanía General y el mexicano conformó el Virreinato de Nueva España. 
En 1821, el Gobierno chileno de la Patria Nueva envió a México una escuadra naval perteneciente a su Armada, compuesta por seis navíos y dos goletas, en respuesta a una petición de auxilio por parte de las fuerzas insurgentes de la independencia de México, como aliados en el contexto de las guerras de independencia hispanoamericanas. La flota que era comandada por el marino inglés al servicio chileno, Thomas Cochrane, se encontraban luchando contra el Ejército Realista en Perú, al consolidarse su independencia, zarparon de inmediato hacia México y tras varios meses de navegación, arribaron al puerto de Acapulco, Gro. a comienzos de 1822, ya declarada la independencia mexicana, por lo que Agustín de Iturbide, le pidió al Almirante Cochrane que viajara hacia la Península de Baja California para hacer llegar la noticia de la independencia en esas tierras, en la cual no estaban informados, de esta manera fueron enviados dos de los barcos en misión hacia Los Cabos, Todos Santos y La Paz, lo que permitió que los bajacalifornianos se adhirieran al Primer Imperio Mexicano.
En 1825, Chile abrió un consulado en la Ciudad de México y en Mazatlán , Sin. en 1875. El 7 de marzo de 1831, ambas naciones firmaron un Tratado de Amistad, Comercio y Navegación. En 1844, México abrió un consulado en Valparaíso. En 1864, durante la Segunda intervención francesa en México, Chile reconoció y mantuvo relaciones diplomáticas con el gobierno del presidente Benito Juárez.

### Chile frente a la intervención francesa en México
A pesar de la fuerza de la influencia cultural francesa y el afrancesamiento de las elites chilenas, a raíz de la intervención monárquica francesa en México (1861), tanto el gobierno chileno como amplio sectores de la sociedad chilena realizaron gestiones de distinta magnitud para oponerse al plan del gobierno de Napoleón III de establecer una administración títere, encabezada por el emperador Maximiliano, que usurpara funciones del gobierno mexicano de Benito Juárez. Así, en marzo de 1862, hubo reuniones entre el agente diplomático chileno en Washington, Francisco Solano Astaburuaga, y el secretario de estado de Abraham Lincoln, William H. Seward, que coincidían en el deseo de defender el sistema republicano y oponerse a la agresión de las potencias europeas en el continente, y en particular de Francia, cuando Chile y EEUU superaran los efectos de sus respectivas guerras civiles. En estas comunicaciones el representante chileno hablaba, según sus reportes a la cancillería de Santiago, de una "segunda Santa Alianza" que amenazaba la independencia americana, pues en sus momentos iniciales la intervención de Francia había contado con el apoyo de España e Inglaterra al desembarcar en Veracruz, mientras que poco antes España había reconquistado República Dominicana, sin contar que faltaban cuatro años para que se desatara la guerra de agresión española contra las repúblicas sudamericanas del Pacífico a raíz de las indemnizaciones exigidas a Perú por la monarquía española, que en esos momentos estaba en excelentes relaciones con el Segundo Imperio Francés, en una secuencia que terminaría en el bombardeo del principal puerto chileno, Valparaíso, por una escuadra española en marzo de 1866, cuando todavía faltaba más de un año para que fuese finalmente fusilado el emperador entronizado por Francia, Maximialiano, en junio de 1867.
Al poco de iniciada la intervención, fructificaron las gestiones del embajador en Washington, Solano Astaburuaga, para que se designara un representante chileno ante la administración de Benito Juárez. Inicialmente se le designó a él, apoyando su visión de la situación, y después a un ayudante con instrucciones de presentarse ante el gobierno de Juárez, lo que no pudieron cumplir en un primer momento viajando desde la costa este de Estados Unidos, debido al control francés ejercido sobre la costa del Golfo y el puerto de Veracruz. Aunque luego el representante chileno Ramón Sotomayor Valdés logró apersonarse ante el gobierno mexicano constitucional por otras vías. Así el gobierno conservador chileno reconoció a la administración de la república mexicana y desconoció a la monarquía digitada por Francia, aunque más allá de eso mantuvo una actitud relativamente expectante, pragmática y aislacionista, sobre todo si se le compara con la acción cívica de los sectores liberales chilenos, cuyo influjo estaban en alza en la sociedad local, pero todavía no lograban participar del gobierno.
Estos liberales sentían verdadera identificación con el movimiento de Reforma mexicana encabezado por Juárez y solidaridad contra la intervención francesa. Así se formó en mayo de 1862 la Sociedad Unión Americana (SUA) en Santiago, con organizaciones similares instaladas en  La Serena, Vicuña y Andacollo, donde las secciones se llamaron Sociedad de Defensa de la Independencia Americana, así como en Valparaíso, Quillota, San Felipe, Talca y Concepción. En esta organización contraria al imperialismo francés participaron algunos de los mayores políticos e intelectuales del Chile de la segunda mitad del siglo XIX, la mayoría de ellos profundamente influidos a su vez por lecturas, autores e ideales republicanos franceses. Entre los socios se encontraban Manuel Antonio Matta, Guillermo Matta, Benjamin Vicuña Mackenna, José Victorino Lastarria, Miguel Luis Amunategui, Isidoro Errázuriz, Domingo Santa María, Álvaro Covarrubias, Pedro León Gallo, Marcial Martinez y Manuel Antonio Tocornal, entre otros.La primera de estas asociaciones creadas en Chile, la de Valparaíso era, a su vez presidida por el anciano general argentino Juan Gregorio Las Heras, veterano de las guerras de independencia, destacado en las batallas de Chacabuco, Cancha Rayada y Maipú, quien a la sazón estaba exiliado en Chile por su oposición a Juan Manuel de Rosas.Otros veteranos de las luchas independentistas, como el primer presidente de Chile, Manuel Blanco Encalada, pronto enviaron su apoyo a la acción de la SUA a favor de México. En este ambiente jóvenes intentaban recibir fondos de la Sociedad para lograr trasladarse a luchar como voluntarios contra los franceses en México, mientras la oficialidad y clases y tropa de unidades del Ejército de Chile, como el Batallón N°2 de Línea, entregaban voluntariamente fondos de colectas para la atención de los heridos, viudas y huérfanos del bando republicano mexicano. La SUA de Santiago editó por algunos años un periódico, La Voz de Chile, que agitaba la causa del apoyo a la independencia de México, Cuba y Puerto Rico, así como de oposición a la intervención francesa y europea en general. Ejemplares de la publicación lograron ser enviados a Benito Juárez. La Sociedad organizó también conciertos y colectas para enviar fondos para financiar los hospitales de sangre mexicanos, que fueron agradecidos por el gobierno de México mediante una carta de Sebastián Lerdo de Tejada.La sociedad  publicó además un libro de dos volúmenes: Colección de ensayos i documentos relativos a la unión i confederación de los pueblos hispano-americanos, que abogaba por una acción concertada de estas naciones para oponerse al imperialismo francés y de otras naciones europeas, con textos de los miembros chilenos de la SUA como de otros autores del continente, como Juan Bautista Alberdi, Francisco de Paula González Vigil y Bernardo Monteagudo. En tanto, el pensador chileno Francisco Bilbao, al igual que lo hacía su antiguo maestro francés Quinet en suelo europeo con sus propios escritos, publicaba en Argentina La América en peligro, un largo ensayo sobre el resurgimiento del despotismo y el expansionismo en Francia y Europa, presentado como una amenaza existencial para las repúblicas americanas a partir de la situación sufrida por México.

### SigloXX
A principios de 1900, ambas naciones establecieron embajadas residentes en las capitales de los demás, respectivamente.
En 1914, Chile se adhirió al Pacto ABC, un bloque regional de las potencias económicas e influyentes de la época en América del Sur, compuesto por Argentina, Brasil y Chile. Ellos mediaron en un conflicto entre México y los Estados Unidos, acrecentado por el incidente de Tampico y la ocupación estadounidense de Veracruz, esta última se había efectuado para presionar al dictador Victoriano Huerta a renunciar. Entre abril y junio del mismo año, los países firmantes del Pacto ABC se reunieron con los representantes mexicanos y estadounidenses en la Conferencia de paz de Niagara Falls, con el objeto de aliviar la tensión entre los dos países y evitar un conflicto armado, como representante de Chile fue enviado Eduardo Suárez Mujica en su calidad de embajador de Chile en los Estados Unidos. Finalmente las negociaciones y mediación llegaron a buen término.
En 1960, el presidente Adolfo López Mateos se convirtió en el primer jefe de Estado mexicano en visitar Chile y se reunió con el presidente chileno Jorge Alessandri. En 1972, el presidente Luis Echeverría sería el segundo presidente mexicano en visitar Chile y a finales de ese mismo año, el presidente Salvador Allende realizó una visita a México. En noviembre de 1974, el presidente mexicano, Luis Echeverría Álvarez, rompió abruptamente las relaciones diplomáticas con el Régimen Militar de Chile encabezado por el general Augusto Pinochet, en respuesta al golpe de Estado del 11 de septiembre, que derrocó al Gobierno del Presidente Salvador Allende. Durante los años posteriores, México recibiría a miles de refugiados chilenos que huyeron de la dictadura de Pinochet. Las relaciones bilaterales fueron restablecidas el 23 de marzo de 1990. Desde el restablecimiento de las relaciones diplomáticas, ambas naciones se han acercado cada vez más con respecto a las relaciones bilaterales y el comercio.
Chile, Colombia y México son los únicos países latinoamericanos que son miembros de la OCDE y estas naciones son tres de los cuatro miembros fundadores de la Alianza del Pacífico (el otro es Perú). En marzo de 2018, el presidente mexicano Enrique Peña Nieto viajó a Chile para asistir a la toma de posesión del presidente Sebastián Piñera.
En noviembre de 2022, el presidente chileno Gabriel Boric viajó a México y se reunió con el presidente Andrés Manuel López Obrador. Durante la visita, ambos mandatarios conversaron sobre la elección de un nuevo titular del Banco Interamericano de Desarrollo e incrementar las relaciones y acuerdos bilaterales entre ambas naciones.
En septiembre de 2023, el presidente mexicano Andrés Manuel López Obrador realizó una visita a Chile para conmemorar el 50 aniversario del Golpe de Estado en Chile. El presidente López Obrador se reunió con el presidente chileno Gabriel Boric y los dos líderes discutieron las estrechas relaciones de ambas naciones y el presidente Boric agradeció a México por su participación en la concesión de asilo político a miles de chilenos durante el golpe de Estado. En octubre de 2024, el presidente Boric viajó a México para asistir a la toma de posesión de la presidenta Claudia Sheinbaum.

## Visitas de alto nivel

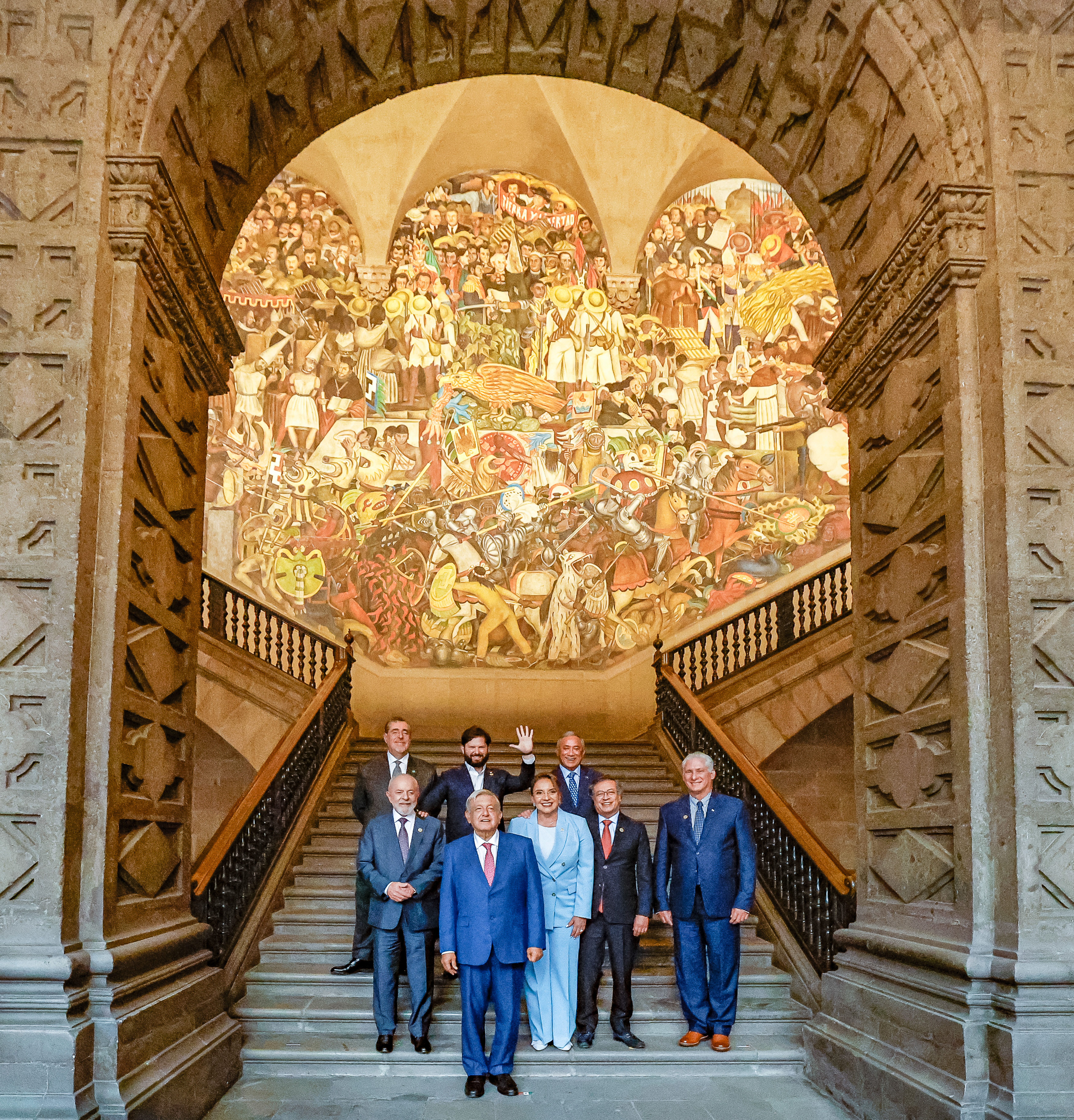
El presidente Gabriel Boric y el presidente Andrés Manuel López Obrador (juntos con otros líderes) en la Ciudad de México asistiendo a la toma de posesión de la presidenta Claudia Sheinbaum; octubre de 2024.

Visitas presidenciales de Chile a México
- Presidente Jorge Alessandri (1962)
- Presidente Salvador Allende (1972)
- Presidente Patricio Aylwin (1990, 1992)
- Presidente Eduardo Frei Ruiz-Tagle (1991, 1995)
- Presidente Ricardo Lagos (2002, enero y septiembre de 2004, 2005)
- Presidenta Michelle Bachelet (2007, 2009, 2010, 2014, 2015)
- Presidente Sebastián Piñera (julio y diciembre de 2011, 2012, 2018)
- Presidente Gabriel Boric (2022, 2024)

Visitas presidenciales de México a Chile
- Presidente Adolfo López Mateos (1960)
- Presidente Luis Echeverría Álvarez (1972)
- Presidente Carlos Salinas de Gortari (1990, 1991, 1993)
- Presidente Ernesto Zedillo (1996, marzo y abril de 1998)
- Presidente Vicente Fox (2001, 2004, 2006)
- Presidente Felipe Calderón (2008, 2012)
- Presidente Enrique Peña Nieto (2013, 2016, 2018)
- Presidente Andrés Manuel López Obrador (2023)

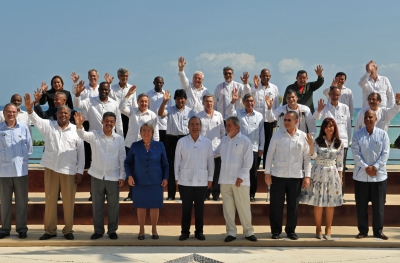
El presidente Felipe Calderón y la presidenta Michelle Bachelet en Cancún; 2010.
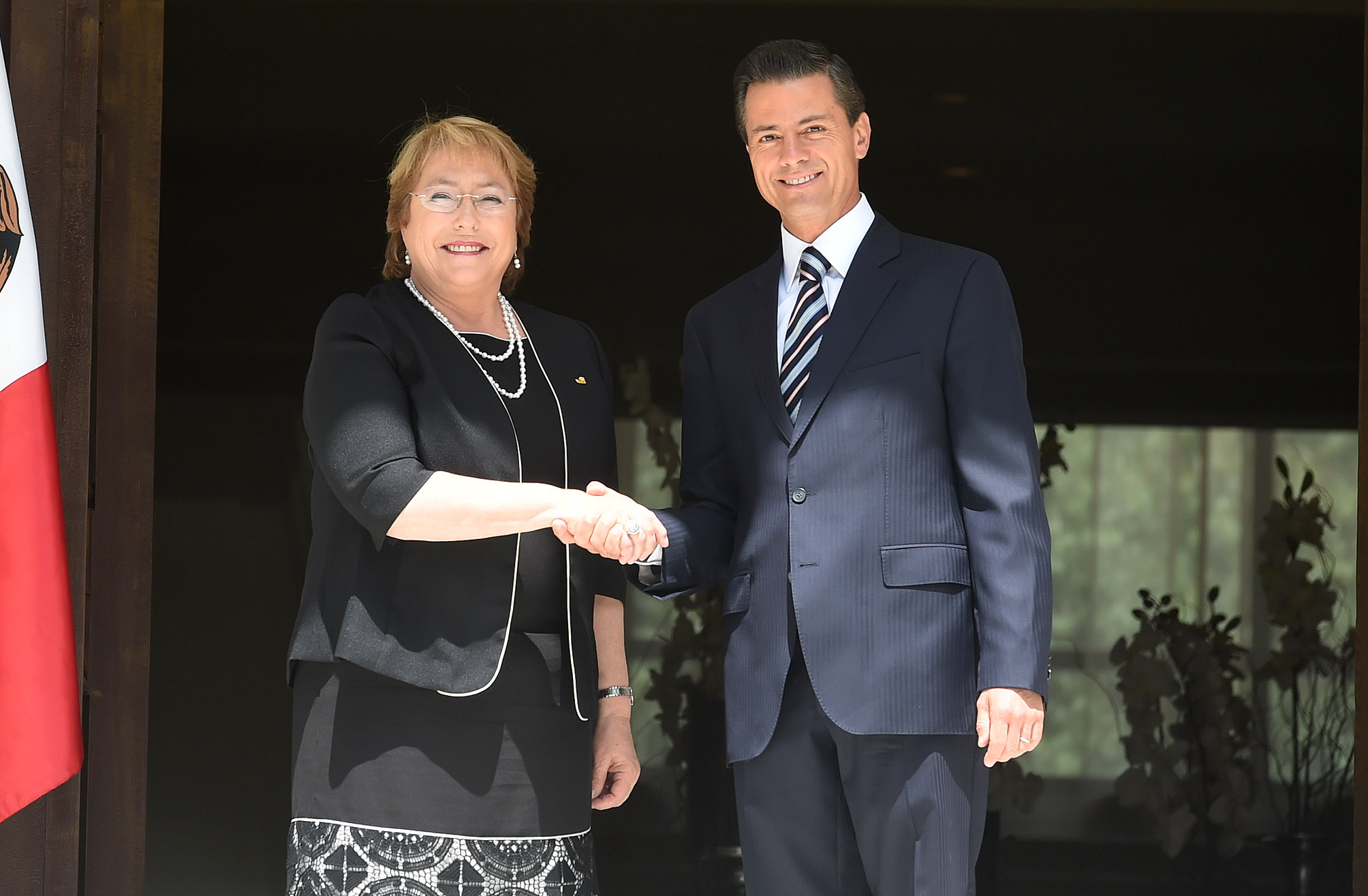
La presidenta Michelle Bachelet y el presidente Enrique Peña Nieto en la Ciudad de México; 2015.
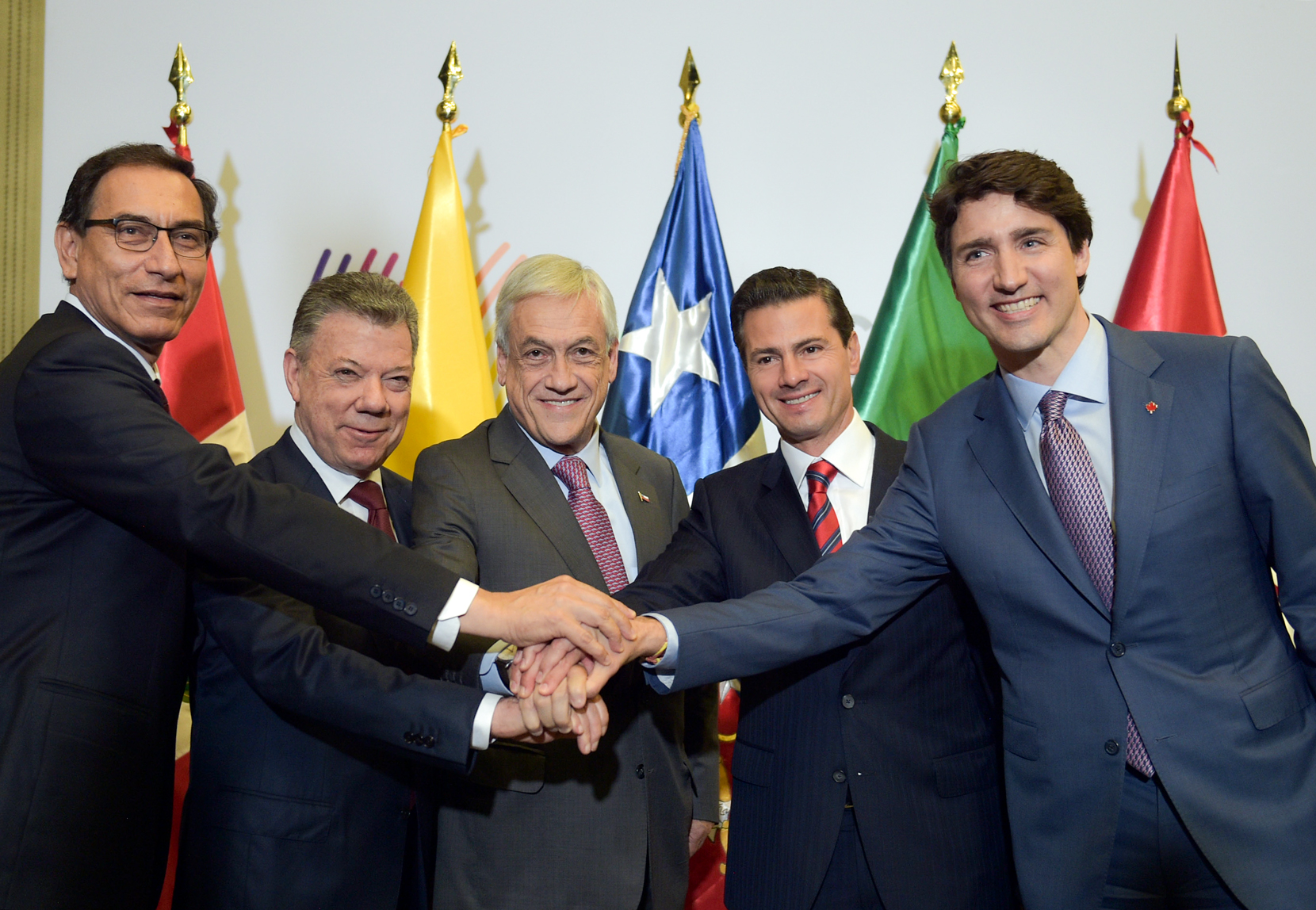
El presidente Enrique Peña Nieto junto con el presidente Sebastián Piñera en Lima, Peru; 2018.

## Acuerdos bilaterales
Ambas naciones han firmado numerosos acuerdos bilaterales, como un Tratado de extradición (1990); Acuerdo de asistencia judicial recíproca en materia penal (1990); Acuerdo de cooperación cultural y educativa (1990); Acuerdo de cooperación técnica y científica (1990); Acuerdo de cooperación para combatir el narcotráfico y farmodependencia (1990); Acuerdo de cooperación turística (1993); Acuerdo de transporte aéreo (1997); Tratado de libre comercio (1998); Acuerdo para evitar la doble imposición y prevenir la evasión fiscal sobre los ingresos y el patrimonio (1998); Acuerdo de asociación estratégica (2006); Acuerdo de protección y restitución de bienes culturales (2011); y un Asistencia administrativa mutua y intercambio de información en materia aduanera (2011).

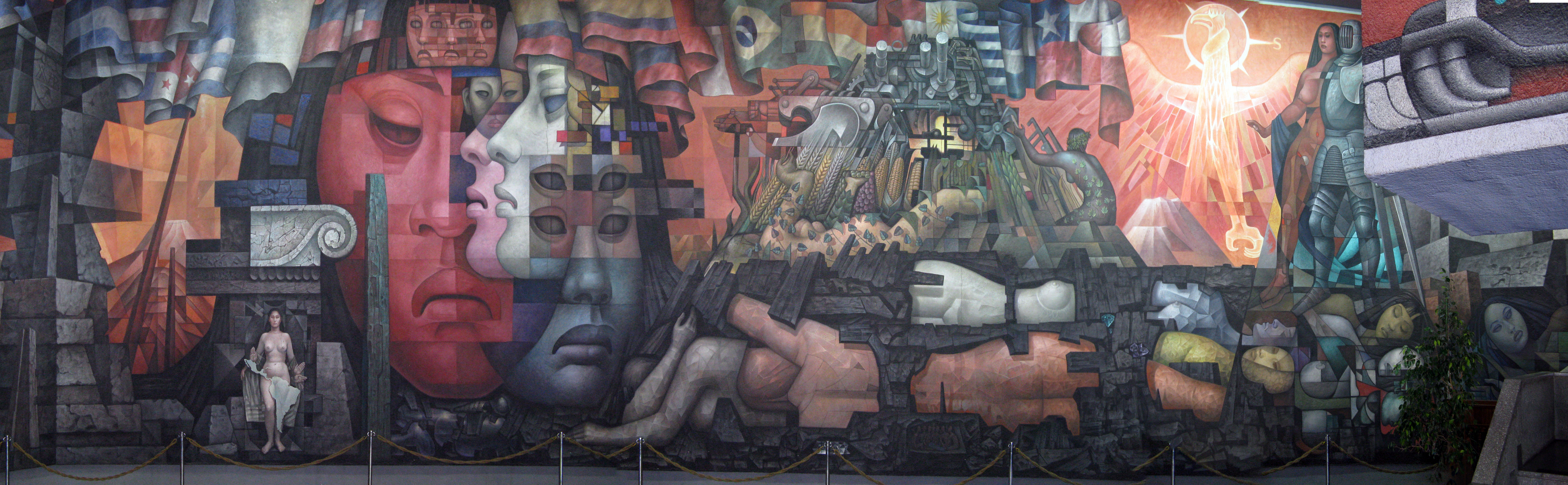
El mural Presencia de América Latina, pintado por el mexicano Jorge González Camarena en la Casa del Arte de la Universidad de Concepción.

## Transporte
Hay vuelos directos entre Chile y México con Aeroméxico y LATAM Chile.

## Relaciones económicas
Ambas naciones firmaron un acuerdo de libre comercio en abril de 1998 y ambas naciones también son signatarias del Acuerdo Transpacífico de Cooperación Económica. En 2022, el comercio entre Chile y México ascendió a $3.8 mil millones de dólares. Las principales exportaciones de Chile a México incluyen: madera, madera contrachapada, salmón, duraznos, queso, vino y cobre. Las principales exportaciones de México a Chile incluyen: automóviles y piezas, tractores, productos electrónicos, maquinaria y cerveza.
Varias compañías multinacionales mexicanas como América Móvil, Farmacias Similares, Grupo Alsea, Grupo Bimbo, Mabe y Oxxo, (entre otras) operan en Chile. Startups chilenas como Fintual, Betterfly y NotCo (entre otras) operan en México.

## Misiones diplomáticas
- Chile tiene una embajada y consulado-general en la Ciudad de México.[16]
- México tiene una embajada en Santiago de Chile.[17]

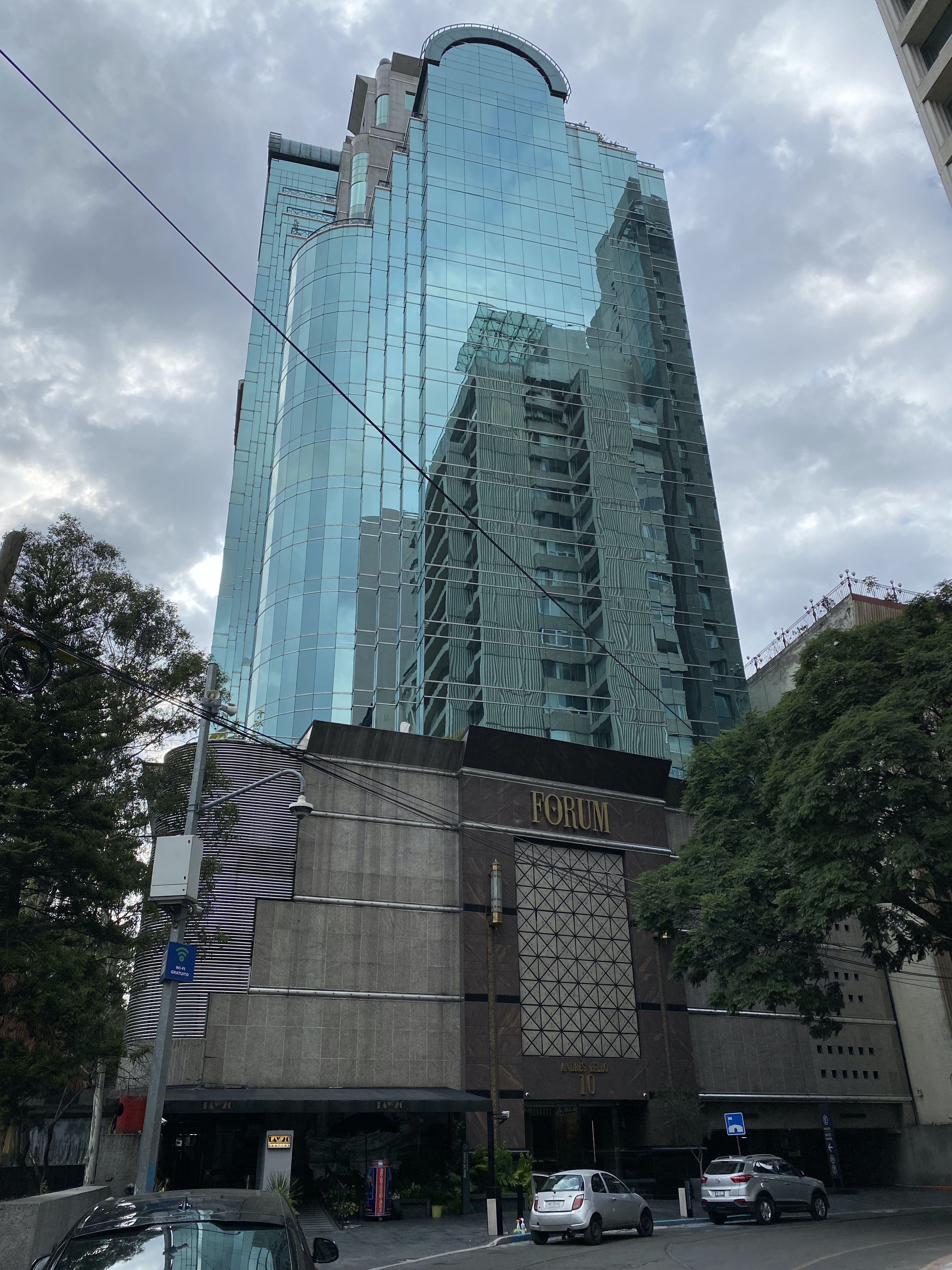
Edificio alojando a la Embajada de Chile en la Ciudad de México
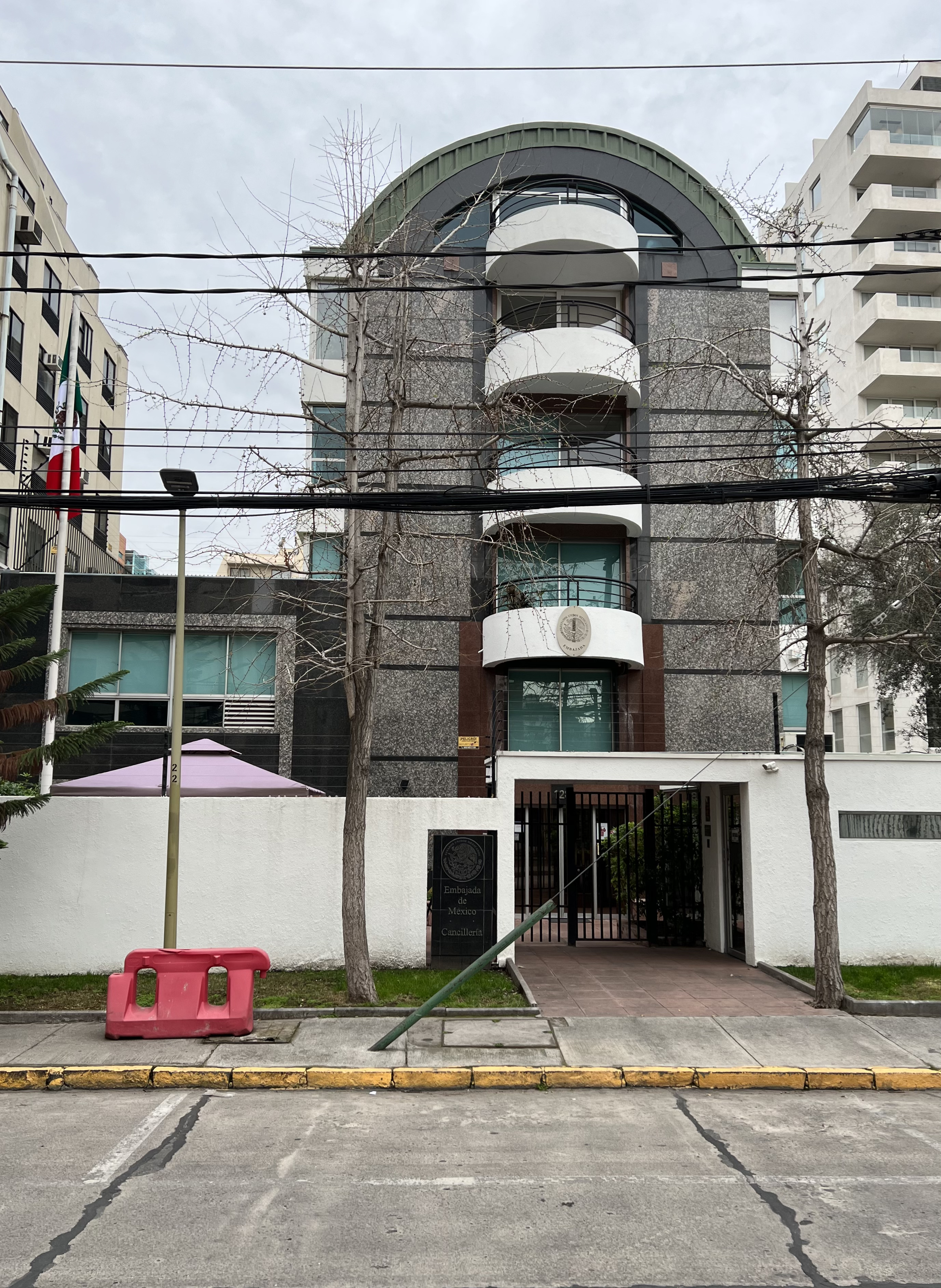
Embajada de México en Santiago de Chile